# Ozo (Lontas)
Ozo ist eine osttimoresische Aldeia im Suco Lontas (Verwaltungsamt Lolotoe, Gemeinde Bobonaro). 2015 lebten in der Aldeia 218 Menschen.

## Geographie
Ozo liegt im Nordosten des Sucos Lontas. Nördlich und westlich befindet sich die Aldeia Tasmil und südwestlich die Aldeia Piron. Im Süden grenzt Ozo an den Suco Deudet und im Osten an den Suco Leber. Der Pa entspringt im nördlichen Grenzgebiet zwischen Ozo und Deudet. Er ist ein Nebenfluss des Loumea.
Im äußersten Süden von Ozo liegt der Berg Holpolec (1256 m). Hier teilt sich die Überlandstraße, die durch den Osten von Ozo führt und Oeleo im Norden mit Lolotoe.im Südosten verbindet. Die Abzweigung führt in Richtung Westen nach Taroman und Suai. Die Grenze zu Tasmil bilden die Berge Lolo Gojer (1345 m) und  Atubesi (1469 m).
Das Dorf Ozo liegt am Südhang des Lolo Gojer. Die Überlandstraße nach Oeleo überquert hier den Berg. Im Dorf befinden sich der Sitz des Sucos Lontas und eine Grundschule.

## Politik
2023 wurde Felisiano Sequeira zum Chefe de Aldeia gewählt.